# Montastrea multipunctata
Montastrea multipunctata là một loài san hô trong họ Faviidae. Loài này được Hodgson mô tả khoa học năm 1985.